# Scrapter bicolor
Scrapter bicolor là một loài Hymenoptera trong họ Colletidae. Loài này được Lepeletier mô tả khoa học năm 1825.